# Вахрушев, Василий Алексеевич
Василий Алексеевич Вахрушев (1864 — ?) — рабочий-токарь, депутат Государственной думы II созыва от Вятской губернии.

## Биография

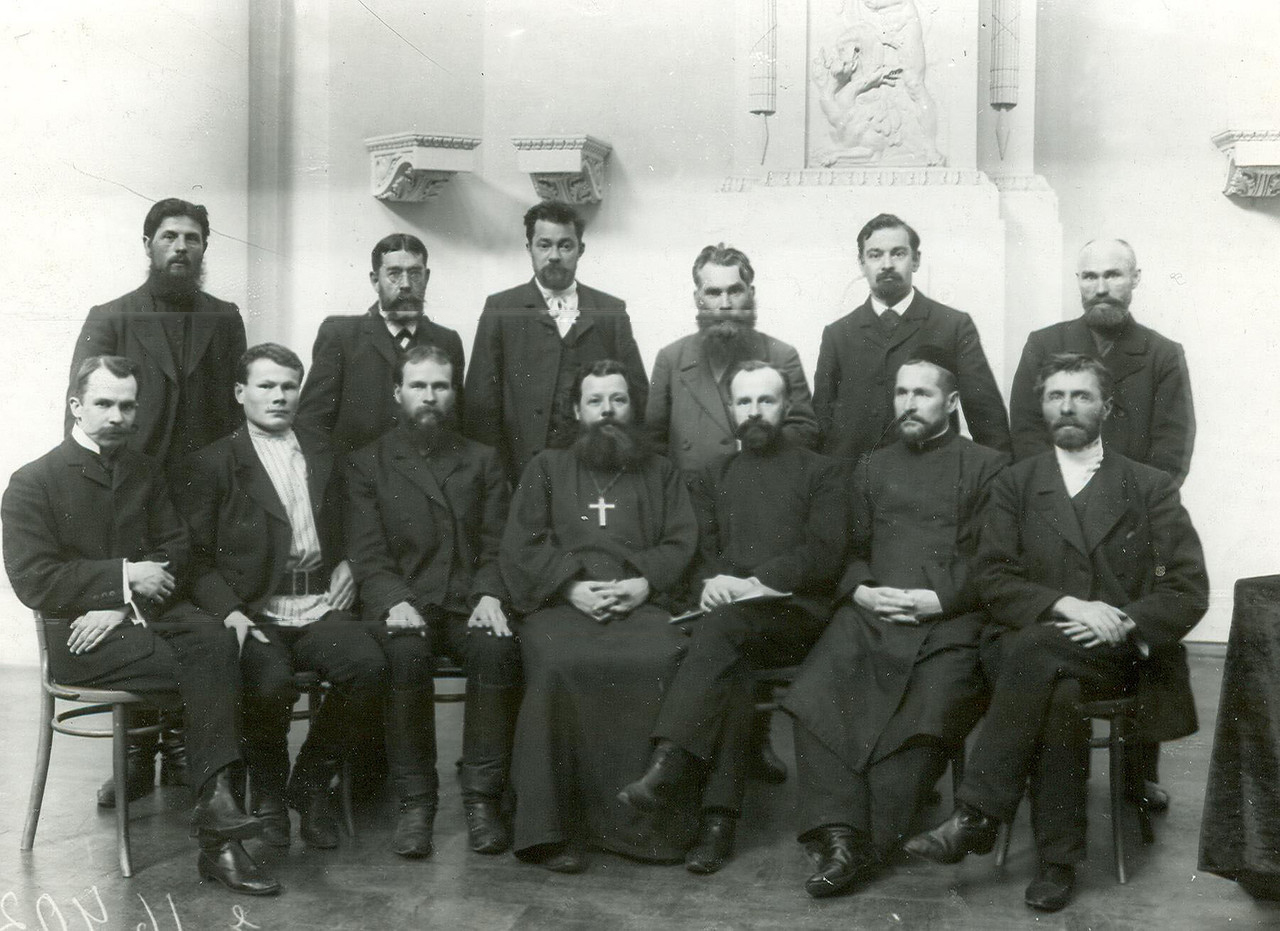
Депутаты II Государственной Думы от Вятской губернии.
Стоят: И. А. Наумов, А. В. Бодров, М. Г. Зайцев, В. А. Вахрушев, Н. В. Алашеев, В. И. Шешин; Сидят: С. Н. Салтыков, Л. А. Ефремов, Я. С. Шабалин, Ф. В. Тихвинский, Д. И. Деларов, Х. А. Масагутов, И. Л. Финеев

Окончил Воткинскую окружную школу в 1883 году, после этого поступил в Ижевскую оружейную школу, окончил её в 1896 году. В начале 1890-х годов поселился в Самаре, где был близок к кружку Ульянова — Скляренко — Лалаянца. Летом 1892 года переехал в Симбирскую губернию, затем в Казань. В 1894 году был привлечён Самарским жандармским управлением к следствию по делу Скляренко, Семёновых, Казманова, Буянова и других. В перехваченном письме от марта 1894 к А. Г. Буянову в завуалированной форме сообщал об успехах своей пропаганды в деревне. Кроме того, экспертиза показала, что его рукой была переписана часть запрещённой брошюры «Царь-голод». Дознание было прекращено на основании манифеста 14 ноября 1894 года. Работал на заводе Рам в Казани, там примкнул к социал-демократическому кружку, состоявшему из преимущественно рабочих Алафузовского завода. В 1896 проживал на Воткинском Заводе, выехал оттуда в сентябре того же года. В 1901 находился в Порт-Артуре. В 1903 вернулся в Вятскую губернию. Служил токарем на Воткинском казённом заводе Сарапульского уезда Вятской губернии. Владел домом.
14 февраля 1907 года был избран в Государственную думу II созыва от общего состава выборщиков Вятского губернского избирательного собрания (рабочая курия). Вошёл в состав Социал-демократической фракции, примыкал к меньшевистскому крылу.
Был арестован при разгоне Думы. 22 ноября — 1 декабря был под судом в особом присутствии Сената по процессу социал-демократической фракции. В числе 11 подсудимых был оправдан «по недоказанности их виновности».
Дальнейшая судьба и дата смерти неизвестны.

### Рекомендуемые источники
- Владимир Ситников. Энциклопедия земли Вятской: ЭЗВ : откуда мы родом?

### Архивы
- Российский государственный исторический архив. Фонд 1278. Опись 1 (2-й созыв). Дело 70; Дело 601. Лист 2.